# サイオン・xB
xB（エックスビー）は、トヨタ自動車が生産し、サイオンブランドで販売されていたトールワゴン型普通乗用車である。

## 初代 XP30型（2003年 - 2006年）
第1世代のxBは、日本市場ではサブコンパクトカー（Bセグメント）のトヨタ・bBとして販売された。bBに北米向けの異なる修飾がなされたバッジエンジニアリング車である。xBとbBが関連しているのはこの代のみである。しかし細部で異なる点も多く、bBのフロントベンチシートではなくセパレートタイプに、ミッションはコラムからフロアシフトに、パーキングブレーキも足踏み式からサイドブレーキに変更された。bBにはスペアタイヤが装備されていないが、xBは、コンパクトなスペアタイヤがリアハッチの左下に格納されている。エンジンbBと同様の1.3L直4DOHCの2NZ-FEエンジン、または1.5L直4DOHCの1NZ-FEエンジンが搭載されている。日本ではコラムシフトのATのみの設定だったが、北米ではフロアシフト人気からATだけでなくMTも用意されている。当初はバンパーデザインやリアナンバーの位置（バンパーではなくリアゲートの中央）がbBと異なっていたが、bBのマイナーチェンジで共通化された。

## 2代目 E150型（2007年 - 2016年）
2007年のシカゴ自動車ショーで公開。 製造は関東自動車工業岩手工場（現：トヨタ自動車東日本岩手工場）。そのスタイルは2006年のニューヨーク自動車ショーで出品したt2Bコンセプトの5ドア版といえるものであった。初代xBより丸くなり、全幅は71mm、全長は300mm、ホイールベースは100mm拡大された。2代目xBはtCやトヨタ・カムリに搭載される2.4L直4DOHCの2AZ-FEエンジンを与えられ、およそ50%パワーアップしている。燃費は、市街地: 22mpg-US (11L/100km; 26mpg-imp) 、ハイウェイ: 28mpg-US (8.4L/100km; 34mpg-imp) で、従来モデルの1.5Lエンジンの市街地: 26mpg-US (9.0L/100km; 31mpg-imp) 、ハイウェイ31mpg-US (7.6L/100km; 37mpg-imp) より高燃費となる。データは2008年の米環境保護庁(EPA)の新燃費基準での測定値。2代目xBは初代xBより600ポンド (270kg) 以上重い。初代xBは日本名が初代bBであったのに対し、2代目xBは北米市場向けに専用設計され、日本名はトヨタ・カローラルミオン（エンジンは1.5Lと1.8Lに変更）、豪州名はトヨタ・ルークス（Rukus:xBと同じ2.4Lを搭載）となった。カー・アンド・ドライバー誌は、2008年の価格帯2万5000ドル以下の安全な乗用車のベスト10にxBを選んでいる。
2008年モデルからは、3つのヘッドユニットが用意され、全て6スピーカーを搭載しiPodの接続にも対応している。 ベーシックタイプのオーディオユニットはCD、MP3、WMAおよびAACの音楽データが再生可能でサイオンSSPイコライザーを装備する。 ベーシックタイプのオーディオユニットはサイオン（ xB,xD,tC ）に設定され、車両の速度や周囲の騒音が増加するにつれて自動的にボリュームを上げる「オートマチック・サウンド・レベライザー」機能を有する。プレミアムタイプのオーディオユニットはベーシックタイプに小型LCDが加わり、パイオニアのウェブサイトから画像と映像をダウンロードして表示できる。ナビゲーションシステムのSNS100は、基本となるGPS機能に加えDVDムービーの再生が可能。バックライトカラーの選択も可能。
2012年モデルは、2008年モデルとエクステリアデザインがかなり異なり、個性を強調している。
2016年、販売終了。

## 長城汽車によるコピー
2009年、長城汽車は初代xBのコピー版であるクールベアーをリリースした。